# Claut
Claut é uma comuna italiana da região do Friuli-Venezia Giulia, província de Pordenone, com cerca de 1.180 habitantes. Estende-se por uma área de 166 km², tendo uma densidade populacional de 7 hab/km². Faz fronteira com Barcis, Chies d'Alpago (BL), Cimolais, Erto e Casso, Forni di Sopra (UD), Forni di Sotto (UD), Frisanco, Pieve d'Alpago (BL), Tramonti di Sopra.

## Demografia
| Variação demográfica do município entre 1861 e 2011                               |
|                                                                                   |
| Fonte: Istituto Nazionale di Statistica (ISTAT) - Elaboração gráfica da Wikipedia |